# ハハハ
『ハハハ』（原題：하하하）は、ホン・サンス監督・脚本による2010年公開の韓国のコメディドラマ映画。第63回カンヌ国際映画祭で上映され、ある視点賞を獲得した。

## あらすじ
映画監督のムンギョン（キム・サンギョン）とその友人のチュンシク（ユ・ジュンサン）は偶然にも同じ街（統営市）に旅行をしており、思い出を語り合う。

## キャスト
- キム・サンギョン
- ユ・ジュンサン
- ムン・ソリ
- イェ・ジウォン（英語版）
- キム・ガンウ（英語版）
- キム・ギュリ（英語版）
- ユン・ヨジョン
- キ・ジュボン（英語版）
- キム・ヨンホ（英語版）